# Andāy
Andāy (persiska: اندای) är en ort i Iran.   Den ligger i provinsen Khorasan, i den nordöstra delen av landet, 800 km öster om huvudstaden Teheran. Andāy ligger 1 263 meter över havet och antalet invånare är 110.
Terrängen runt Andāy är platt åt nordost, men åt sydväst är den kuperad.Runt Andāy är det ganska glesbefolkat, med 35 invånare per kvadratkilometer. Närmaste större samhälle är Berdū, 4,5 km sydväst om Andāy. Trakten runt Andāy består till största delen av jordbruksmark.